# Озерцівська сільська рада
Озерцівська сільська рада — орган місцевого самоврядування у Ківерцівському районі Волинської області з адміністративним центром у с. Озерце.

## Населені пункти
Сільській раді підпорядковані населені пункти:
- с. Озерце
- с. Клепачів
- с. Небіжка

## Населення
Згідно з переписом УРСР 1989 року чисельність наявного населення сільської ради становила 1112 осіб, з яких 498 чоловіків та 614 жінок.
За переписом населення України 2001 року в сільській раді мешкали 1123 особи.

### Мова
Розподіл населення за рідною мовою за даними перепису 2001 року:
| Мова       | Відсоток |
| ---------- | -------- |
| українська | 98,49 %  |
| російська  | 1,15 %   |
| білоруська | 0,27 %   |
| німецька   | 0,09 %   |

## Склад ради
Рада складається з 16 депутатів та голови.

## Керівний склад сільської ради
| ПІБ                         | Основні відомості                                                               | Дата обрання | Дата звільнення |
| --------------------------- | ------------------------------------------------------------------------------- | ------------ | --------------- |
| Терпелюк Євгенія Михайлівна | Сільський голова, 1959 року народження, освіта, позапартійна                    | 26.03.2006   | 31.10.2010      |
| Терпелюк Євгенія Михайлівна | Сільський голова, 1959 року народження, освіта середня спеціальна, позапартійна | 31.10.2010   |                 |

Примітка: таблиця складена за даними джерела